# Sweet Escape (張敬軒歌曲)

〈Sweet Escape〉是香港歌手張敬軒的單曲，收錄於張敬軒2021年1月7日推出的專輯《The Brightest Darkness》，並於2021年4月12日由FITTO Records派台發行。歌曲為張敬軒奪得第二首「903專業推介」、「中文歌曲龍虎榜」、「新城勁爆流行榜」、「勁歌金榜」跟「CHILL CLUB推介榜」五台冠軍歌。
張敬軒於此曲派台當晚於薄扶林玫瑰邨大宅內舉行了一場網上錄播的音樂會《Live at Alberose》，並找來林家謙及馮允謙作為嘉賓。
本曲於2021年5月24日另推出Aftermath版本。

## 歌曲列表
| 線上下載 串流媒體 | 線上下載 串流媒體 | 線上下載 串流媒體 |
| 曲序              | 曲目              | 时长              |
| ----------------- | ----------------- | ----------------- |
| 1.                | Sweet Escape      | 3:22              |

## 製作團隊
配唱製作人：唐達

人聲編輯：唐達

和聲編寫：唐達

電腦編程：張敬軒、唐達

和聲：張敬軒、唐達

錄音師：利偉明

錄音室：雅旺錄音室 AVON Recording Studios Hong Kong

混音師：Richard Furch

混音助理：Domenic Tenaglia

混音處理工作室：mixHaus Studio Los Angeles

母帶後期處理師：Richard Furch

母帶後期處理工作室：mixHaus Studio Los Angeles

- 資料來自Genius [1]。

## 音樂錄像
導演：Sheng Wong

- 資料來自YouTube上的《Sweet Escape》[Official MV] [2]

## 榜單
| 週榜單（2021年）                     | 最高 名次 |
| ------------------------------------ | --------- |
| 香港商業二台（903專業推介）          | 1         |
| 香港香港電台第二台（中文歌曲龍虎榜） | 1         |
| 香港新城電台（新城勁爆流行榜）       | 1         |
| 香港無線電視（勁歌金榜）             | 1         |
| 香港ViuTV（Chill Club 推介）         | 1         |

## 資料來源
1. ↑  . Genius. 2021-01-07  [2023-04-14]. （原始内容存档于2023-04-18）.
2. ↑  . 張敬軒 Hins Cheung. 2021-04-12  [2023-04-12]. （原始内容存档于2021-04-17）.
3. 1 2 3 4 5  . hk01. 2021-04-06  [2020-06-22]. （原始内容存档于2021-04-25）.